# Sublevación de Guayaquil de 1827
La sublevación de Guayaquil de 1827, también conocida como la rebelión del Departamento de Guayaquil, fue un conjunto de acciones llevadas a cabo por las autoridades guayaquileñas —durante su período como departamento grancolombiano— en rechazo a las políticas centralistas de la República de Colombia y otras disposiciones que perjudicaban los intereses de varias municipalidades. Esta es una de las primeras rebeliones con tinte separatista que se desarrollaron en el país grancolombiano previo al inicio de su proceso de disolución en 1830.
La Provincia de Guayaquil —Estado no reconocido que surgió luego de su independencia el 9 de octubre de 1820— fue anexado por la vía militar a la Gran Colombia en 1822; luego, a raíz de la promulgación de la  Ley de División Territorial de 1824, pasó a ser uno de los tres departamentos del Distrito del Sur. Las políticas colombianas que afianzaban el centralismo neogranadino, la imposición de varios impuestos, y la división de los departamentos varias provincias y cantones con municipio propio —que socavaban el poder de las autoridades en las capitales departamentales—, provocaron malestar en varias partes del país. Además, la redacción de la Constitución Vitalicia para Perú —y del proyecto similar para Bolivia— por parte de Simón Bolívar generó mucha controversia, provocando amotinamiento de divisiones militares colombianas. El Cabildo de Guayaquil avaló la constitución boliviana y desconoció la Constitución de la República de Colombia de 1821, nombró como su nuevo intendente a José de La Mar; además, proclamó autonomía total con respecto a la República.
La partida de La Mar hacia Perú y el envío de tropas colombianas desde Quito y Bogotá a las fronteras del departamento, hizo que el Cabildo de Guayaquil manifieste que apoyaba una reforma constitucional de tinte federalista y suspendía temporalmente su autonomía a no ser que no se convoque un nuevo congreso constituyente. Sin embargo, este estatus de completa autonomía política duró hasta el octubre de 1827, cuando el general Juan José Flores entró en la ciudad de Guayaquil con el ejército colombiano para restablecer el orden constitucional.

## Antecedentes

### Provincia de Guayaquil
Las guerras de independencia hispanoamericanas iniciadas alrededor de 1810 habían calado ideas emancipadoras en varios miembros de la sociedad guayaquileña, los cuales desarrollaron un movimiento independentista que concluyó con la toma de poder de la ciudad el 9 de octubre de 1820 y la inmediata reacción de otras localidades dentro de la provincia. Se conformó un gobierno civil y militar provisional, así como un ejército para asegurar y conservar el estatus de independiente frente a las tropas leales a la Corona española. La Provincia de Guayaquil surgió tras la proclamación de su Reglamento Provisorio de Gobierno (constitución provisional) el 11 de noviembre de ese año como un estado independiente, mismo que no llegó a ser reconocido durante el período de guerras. La División Protectora de Quito, nombre del ejército guayaquileño, inició una campaña militar con la finalidad de independizar los demás territorios de la antigua Presidencia de Quito.
Con un buen inicio de su campaña con la victoria en la batalla de Camino Real, la División Protectora avanzó rápidamente por el callejón interandino hacia el norte; sin embargo, la derrota en la primera batalla de Huachi hizo replegar las tropas nuevamente hacia el litoral. Simón Bolívar, quería asegurar la independencia de la recién creada República de Colombia (ahora conocida como Gran Colombia) enviando desde Nueva Granada una división de su ejército hasta Guayaquil para reiniciar el ataque hacia los realistas atrincherados en la serranía quiteña. El ejército colombiano, comandado por Antonio José de Sucre, se fusionó a las tropas guayaquileñas, con elementos ciertos elementos peruanos y rioplatenses, iniciando la denominada Campaña del Sur que concluyó con la victoria independentista en la batalla de Pichincha el 24 de mayo de 1822.

### Anexiónmanu militaride Guayaquil a Colombia
Las pretensiones de la junta de gobierno guayaquileña eran, luego de haber concluido con la independencia de los pueblos de la antigua Presidencia de Quito, conformar un nuevo estado. Sin embargo, el cabildo de la ciudad de Cuenca había decidido anexarse a Colombia el 11 de abril de 1822; y las autoridades de Quito, luego de la batalla de Pichincha, tomaron también la decisión de unirse a la nación colombiana por sugerencias de Sucre el 29 de mayo. La Provincia de Guayaquil, que había sufrido muchas bajas en su ejército debido a la ayuda prestada en la Campaña del Sur, decidió permanecer autónoma de cualquier otro estado.
En la ciudad de Guayaquil existían tres facciones dentro de la población y sus autoridades; estaban los que preferían una anexión a Colombia, mientras otros veían más favorable que el territorio forme parte del Perú, y por último, los que consideraban que la provincia permanezca independiente y autónoma, entre los que se encontraban José Joaquín de Olmedo y demás miembros de la Junta de Gobierno. Su condición de puerto principal en la costa del Pacífico y su rápido crecimiento comercial hizo que las pretensiones peruanas se manifiesten a través del general José de San Martín. Simón Bolívar, en conocimiento del avance peruano, pretende reunirse en Guayaquil con San Martín para determinar su situación. Sin embargo, Bolívar se adelantó e ingresó el 11 de julio a Guayaquil con un ejército de tres mil soldados, obligando la renuncia de la Junta de Gobierno y autoproclamándose dictador. La entrevista entre Bolívar y San Martín se desarrolló el 26 de julio tratando ya otros temas con desventaja peruana en reclamo del territorio guayaquileño. Finalmente el 31 de julio de 1822 Bolívar decretó formalmente la anexión de la ocupada Provincia de Guayaquil a la República de Colombia.

### División territorial de 1824 e impuestos
La República de Colombia (denominada por la historiografía como Gran Colombia para diferenciarla de la actual república homónima) fue establecida formalmente con la fusión de Venezuela y Nueva Granada en el Congreso de Angostura en 1819 que redactó la Ley Fundamental de la República, misma que fue ratificada por el Congreso de Cúcuta el 12 de julio de 1821 bajo el nombre oficial de Constitución de la República de Colombia. Inicialmente el territorio grancolombiano comprendía únicamente a Venezuela y Nueva Granada, sin embargo, luego se le incorporó Panamá en 1821, mientras que Cuenca, Quito y Guayaquil en 1822. El 25 de junio de 1824, el Senado y la Cámara de Representantes promulgaron la Ley de División Territorial de la República en la que dividía al territorio colombiano en doce departamentos agrupados en tres distritos, cada departamento estaba subdivido en varias provincias, y estas a su vez en varios cantones.
Con la ley de 1824, el departamento de Guayaquil estaba dividido en dos provincias: Guayaquil y Manabí; la provincia de Guayaquil se dividía en los cantones de Guayaquil, Daule, Babahoyo, Baba, Punta de Santa Elena y Machala; y la provincia de Manabí se dividía en los cantones de Portoviejo, Jipijapa, y Montecristi. Las ciudades aspiraban recobrar cierto control sobre el territorio rural, mismo que habían ostentado durante gran parte de la Colonia y perdido durante el régimen gaditano; sin embargo, la creación la ley de 1824 establecía un municipio en cada cabeza de cantón. En varias partes del país se mostraron descontentos ante esta disposición.
Las guerras del Estado colombiano estaban sostenidas financieramente por varios impuestos y contribuciones forzosas. En los municipios se oponían a la figura del intendente, que estaba sometido al poder ejecutivo central y regulaba recursos fiscales. La población se oponían a las contribuciones directas recaídas sobre propietarios y profesionales. Las protestas suscitadas en varias partes de Colombia hicieron reemplazar la tasa en 1826 por la capitación, impuesto gravado en todos los varones entre 14 y 60 años de edad; dicho impuesto solo estuvo en vigencia dos años debido a la negación de la población general a pagarlo.

### LaCosiata
La Cosiata, también conocida como «revolución de los morrocoyes», fue un movimiento político que estalló en la ciudad de Valencia, en Venezuela, dirigida por el general José Antonio Páez el 30 de abril de 1826. Esta rebelión consistía en la sublevación de varias municipalidades venezolanas a favor de autonomía con respecto al gobierno colombiano, proclamando a Páez como jefe civil y militar de dicho departamento. Este suceso sentó las bases para la posterior separación de Venezuela de la Gran Colombia.

### La constitución boliviana
Para comienzos de 1825, el Perú no tenía consolidada su independencia y aún existían reductos leales a la Corona española. Simón Bolívar era dictador del Perú, cargo que se estimaba estaba próximo a se reemplazado mediante la elección de un gobierno netamente peruano y que conllevaría con la restauración de la constitución peruana de 1823; sin embargo, el Congreso peruano decidió prorrogar la dictadura bolivariana el 10 de febrero, y un mes después, el 10 de marzo, cesó sus funciones por propia decisión.

## Rebelión de 1827
En Guayaquil se dio la Rebelión del Departamento del 16 de abril de 1827 liderada por Vicente Rocafuerte y José Joaquín de Olmedo con el respaldo del pueblo guayaquileño quienes expresarían su deseo de rebelarse en contra del gobierno centralista de Colombia. Los protagonistas de esta gesta fueron los hermanos Juan Francisco y Antonio Elizalde, el mariscal José Domingo de La Mar y Cortázar, que fue designado Jefe Civil y Militar.
Después de la decisión por parte de los revolucionarios, las autoridades que representaban al gobierno colombiano, entre quienes se encontraban el general Tomás Cipriano Mosquera y el coronel Rafael Urdaneta, que posteriormente fuera presidente de la Gran Colombia, debieron abandonar la ciudad en precipitada fuga.

## Nueva anexión a la Gran Colombia
Varias veces el gobierno colombiano trató de retomar Guayaquil, incluso enviando fuerzas militares como en el caso de los generales José Gabriel Pérez y Juan José Flores, pero ningún intento tuvo éxito.
Guayaquil volvió a ser autónoma como cuando formaba la Provincia Libre de Guayaquil, y se mantuvo en este estado durante tres meses, hasta a mediados de julio del mismo año cuando el Mariscal Lamar debió abandonar la ciudad por haber sido designado Presidente del Perú. Esta situación fue aprovechada por Simón Bolívar para lograr que las fuerzas separatistas depusiesen su actitud, ofreciendo total amnistía a la ciudad y a toda la provincia.
Finalmente, en septiembre la revolución había sido totalmente aplacada, las cosas volvieron a su cauce y la provincia retornó a la sujeción centralista que había mantenido antes del 16 de abril.